# Maria Sakkari
Maria Sakkari (griechisch Μαρία Σάκκαρη, * 25. Juli 1995 in Athen) ist eine griechische Tennisspielerin. Ihre Mutter Angeliki Kanellopoulou war ebenfalls Tennisprofi.

## Karriere
Sakkari, die im Alter von sechs Jahren mit dem Tennisspielen begann, zog mit 18 nach Barcelona, wo sie bessere Trainingsbedingungen vorfand. Seit 2010 tritt sie auf der ITF Women’s World Tennis Tour an. 2012 spielte sie in Palermo ihre erste Qualifikation auf der WTA Tour und schied in der zweiten Runde aus. 2014 gewann sie ihre ersten vier Profititel und erreichte beim Turnier der $25.000-Kategorie in Toruń das Endspiel. Im Jahr darauf gewann sie in Maribor ihren ersten Titel der $25.000-Kategorie. Daraufhin startete Sakkari bei den US Open erstmals in der Qualifikation eines Grand-Slam-Turniers und kam auf Anhieb ins Hauptfeld, in dem sie zum Auftakt Wang Qiang unterlag. Zum Saisonabschluss zog sie bei einem Turnier der WTA Challenger Series in Carlsbad das Halbfinale und scheiterte dort erst gegen die spätere Siegerin Yanina Wickmayer.
Bei den Australian Open 2016 gelang Sakkari dann nach erneut erfolgreicher Qualifikation für die Hauptrunde gegen Wang Yafan der erste Sieg, bevor sie im darauffolgenden Match von Carla Suárez Navarro geschlagen wurde. In Istanbul erzielte sie im Anschluss auf Sandplatz erstmals ein Viertelfinale bei einem WTA-Turnier sowie auf der ITF-Tour das Endspiel bei den beiden $50.000-Turnieren in Saint-Gaudens sowie Szeged, die sie aber beide verlor. Durch einen weiteren Erstrundensieg in Wimbledon und eine Halbfinalteilnahme beim ITF-Turnier der $100.000-Kategorie in Scharm asch-Schaich, erreichte Sakkari Ende des Jahres erstmals die Top 100 der Tennisweltrangliste. Nach einer wechselhaften ersten Saisonhälfte 2017, rückte Sakkari in Wimbledon zum ersten Mal in die dritte Runde eines Grand-Slam-Turniers vor, in der sie sich Johanna Konta geschlagen geben musste. Der internationale Durchbruch gelang ihr gegen Saisonabschluss in Wuhan, wo sie aus der Qualifikation kommend nach einem Zweitrundensieg über Caroline Wozniacki, ihrem ersten Erfolg über eine Top-10-Spielerin überhaupt, bis ins Halbfinale kam, in dem sie erst von der späteren Siegerin Caroline Garcia gestoppt wurde.
2018 erreichte Sakkari nach fünf Niederlagen zum Saisonauftakt in Indian Wells das Achtelfinale, in dem sie Naomi Ōsaka in drei Sätzen unterlag. Auf Sand stieß sie in Istanbul ins Halbfinale vor, erzielte in Rom nach ihrem zweiten Top-10-Sieg gegen Karolína Plíšková das Achtelfinale, das sie gegen Angelique Kerber verlor, und kam auch bei den French Open erstmals in die dritte Runde. Im Anschluss an eine sieglose Rasenplatzsaison erzielte Sakkari in San José ihr erstes Finale bei einem WTA-Turnier der Premier-Kategorie, doch konnte sie dort gegen Mihaela Buzărnescu nur ein einziges Spiel gewinnen. Trotzdem wurde sie in der Folgewoche erstmals unter den besten 30 im Ranking geführt, fiel aber nach fünf Niederlagen in Folge zum Saisonende wieder zurück. Das Jahr beendete sie dennoch erstmals in den Top 50 der Tennisweltrangliste. Die Saison 2019 begann Sakkari mit dem erstmaligen Erreichen der dritten Runde bei den Australian Open. In Charleston rückte sie dann nach ihrem dritten Top-10-Erfolg über Kiki Bertens ins Viertelfinale vor, in dem sie sich Caroline Wozniacki geschlagen geben musste, und gewann in Rabat nach einem Finalsieg über Johanna Konta ihren ersten Titel auf der WTA Tour. Anschließend gelang Sakkari in Rom der Einzug ins Halbfinale, in dem sie an Karolína Plíšková scheiterte. Nach einer durchwachsenen Rasensaison stand sie in San José noch einmal im Halbfinale, das sie gegen Zheng Saisai verlor und erreichte in Cincinnati durch Siege gegen die Top-10-Spielerinnen Petra Kvitová und Aryna Sabalenka erstmals das Viertelfinale, in dem sie von Ashleigh Barty, die sie anschließend auch in der dritten Runde der US Open aus dem Turnier nahm, in drei Sätzen geschlagen wurde. Am Ende ihrer bis dahin konstantesten Saison, die sie zum ersten Mal in den Top 30 der Weltrangliste abschloss, qualifizierte sich Sakkari erstmals für die WTA Elite Trophy 2019 in Zhuhai, wo sie nach zwei Niederlagen gegen Aryna Sabalenka und Elise Mertens jedoch bereits in der Gruppenphase ausschied.
Anfang 2020 erreichte Sakkari in Melbourne ihr erstes Achtelfinale bei einem Grand-Slam-Turnier, in dem sie von Petra Kvitová in drei Sätzen besiegt wurde, und zog anschließend in St. Petersburg nach einem Dreisatzsieg gegen Belinda Bencic ins Halbfinale ein, in dem sie an Jelena Rybakina scheiterte. In der Weltrangliste gelang ihr dadurch vor dem coronabedingten Saisonabbruch der erstmalige Einzug in die Top 20.
2012 gab sie bei der 0:3-Niederlage gegen Ungarn ihren Einstand für die griechische Fed-Cup-Mannschaft. Seitdem hat sie für ihr Land 30 Begegnungen im Einzel und Doppel bestritten, von denen sie zwölf gewinnen konnte (Einzelbilanz 11:11).

## Turniersiege

### Einzel
| Nr. | Datum              | Turnier     | Kategorie         | Belag     | Finalgegnerin              | Ergebnis      |
| --- | ------------------ | ----------- | ----------------- | --------- | -------------------------- | ------------- |
| 1.  | 27. April 2014     | Iraklio     | ITF $10.000       | Hartplatz | Despina Papamichail        | 6:1, 1:6, 6:3 |
| 2.  | 17. Mai 2014       | Båstad      | ITF $10.000       | Sand      | Carolin Daniels            | 7:5, 6:2      |
| 3.  | 22. Juni 2014      | Niš         | ITF $10.000       | Sand      | Dea Herdželaš              | 3:6, 6:4, 6:1 |
| 4.  | 27. Juli 2014      | Tampere     | ITF $10.000       | Sand      | Anastassija Piwowarowa     | 6:4, 7:5      |
| 5.  | 29. März 2015      | Iraklio     | ITF $10.000       | Hartplatz | Anastassija Komardina      | 6:4, 6:3      |
| 6.  | 5. April 2015      | Iraklio     | ITF $10.000       | Hartplatz | Valentini Grammatikopoulou | 6:2, 6:2      |
| 7.  | 31. Mai 2015       | Maribor     | ITF $25.000       | Sand      | Rebecca Peterson           | 3:6, 6:2, 6:2 |
| 8.  | 4. Mai 2019        | Rabat       | WTA International | Sand      | Johanna Konta              | 2:6, 6:4, 6:1 |
| 9.  | 23. September 2023 | Guadalajara | WTA 1000          | Hartplatz | Caroline Dolehide          | 7:5, 6:3      |

### Doppel
| Nr. | Datum              | Turnier | Kategorie   | Belag     | Partnerin           | Finalgegnerinnen                             | Ergebnis         |
| --- | ------------------ | ------- | ----------- | --------- | ------------------- | -------------------------------------------- | ---------------- |
| 1.  | 10. Mai 2014       | Båstad  | ITF $10.000 | Sand      | Kim Grajdek         | Dea Herdželaš Conny Perrin                   | 7:5, 6:4         |
| 2.  | 20. Juni 2014      | Niš     | ITF $10.000 | Sand      | Alexandra Nancarrow | Lina Gjorcheska Marina Lazić                 | 6:3, 6:0         |
| 3.  | 26. Juli 2014      | Tampere | ITF $10.000 | Sand      | Alexandra Nancarrow | Emma Laine Anastassija Piwowarowa            | 6:2, 6:3         |
| 4.  | 19. September 2014 | Madrid  | ITF $10.000 | Hartplatz | Inés Ferrer Suárez  | Yvonne Cavalle-Reimers Lucía Cervera Vázquez | 6:2, 3:6, [11:9] |
| 5.  | 14. November 2015  | Dubai   | ITF $75.000 | Hartplatz | Çağla Büyükakçay    | Elise Mertens İpek Soylu                     | 7:66, 6:4        |

## Karrierestatistik und Turnierbilanz

### Einzel
Die letzte Aktualisierung erfolgte nach dem WTA-Turnier in Bad Homburg 2025.
| Turnier                      | 2010              | 2011              | 2012              | 2013              | 2014              | 2015              | 2016             | 2017              | 2018              | 2019              | 2020              | 2021              | 2022              | 2023              | 2024      | 2025      | T / T       | S/N         | Sieg%       |
| ---------------------------- | ----------------- | ----------------- | ----------------- | ----------------- | ----------------- | ----------------- | ---------------- | ----------------- | ----------------- | ----------------- | ----------------- | ----------------- | ----------------- | ----------------- | --------- | --------- | ----------- | ----------- | ----------- |
| Australian Open              | –                 | –                 | –                 | –                 | –                 | –                 | 2                | 3                 | 1                 | 3                 | AF                | 1                 | AF                | 3                 | 2         | 1         | 0 / 10      | 14:10       | 58 %        |
| French Open                  | –                 | –                 | –                 | –                 | –                 | –                 | Q1               | 1                 | 3                 | 2                 | 3                 | HF                | 2                 | 1                 | 1         | 1         | 0 / 9       | 11:9        | 55 %        |
| Wimbledon                    | –                 | –                 | –                 | –                 | –                 | –                 | 2                | 3                 | 1                 | 3                 | n. a.             | 2                 | 3                 | 1                 | 3         | 2         | 0 / 9       | 11:9        | 55 %        |
| US Open                      | –                 | –                 | –                 | –                 | –                 | 1                 | 1                | 3                 | 2                 | 3                 | AF                | HF                | 2                 | 1                 | 1         |           | 0 / 10      | 14:10       | 58 %        |
| WTA Finals                   | –                 | –                 | –                 | –                 | –                 | –                 | –                | –                 | –                 | –                 | n. a.             | HF                | HF                | RR                | –         |           | 0 / 3       | 5:6         | 45 %        |
| Doha                         | n. a. / a. K.     | n. a. / a. K.     | –                 | Q1                | –                 | a. K.             | –                | a. K.             | 1                 | a. K.             | AF                | a. K.             | HF                | a. K.             | 2         | 2         | 0 / 5       | 6:5         | 55 %        |
| Dubai                        | –                 | –                 | andere Kategorie  | andere Kategorie  | andere Kategorie  | –                 | a. K.            | –                 | a. K.             | –                 | a. K.             | 1                 | a. K.             | 2                 | AF        | 1         | 0 / 4       | 1:4         | 20 %        |
| Indian Wells                 | –                 | –                 | –                 | –                 | –                 | –                 | Q1               | Q2                | AF                | 1                 | n. a.             | 2                 | F                 | HF                | F         | 3         | 0 / 7       | 18:7        | 72 %        |
| Miami                        | –                 | –                 | –                 | –                 | –                 | –                 | 1                | Q1                | 3                 | 2                 | n. a.             | HF                | 2                 | 2                 | VF        | 3         | 0 / 8       | 10:8        | 56 %        |
| Madrid                       | –                 | –                 | –                 | –                 | –                 | –                 | Q2               | Q2                | 1                 | 1                 | n. a.             | AF                | 2                 | HF                | AF        | AF        | 0 / 7       | 12:7        | 63 %        |
| Rom                          | –                 | –                 | –                 | –                 | –                 | –                 | –                | Q1                | AF                | HF                | –                 | 2                 | VF                | 3                 | AF        | 2         | 0 / 7       | 13:7        | 65 %        |
| Kanada                       | –                 | –                 | –                 | –                 | –                 | –                 | –                | –                 | 1                 | 1                 | n. a.             | AF                | AF                | 2                 | –         |           | 0 / 5       | 3:5         | 38 %        |
| Cincinnati                   | –                 | –                 | –                 | –                 | –                 | –                 | Q1               | –                 | 2                 | VF                | VF                | 1                 | 2                 | AF                | –         |           | 0 / 6       | 8:6         | 57 %        |
| Guadalajara                  | n. a. bzw. a. K.  | n. a. bzw. a. K.  | n. a. bzw. a. K.  | n. a. bzw. a. K.  | n. a. bzw. a. K.  | n. a. bzw. a. K.  | n. a. bzw. a. K. | n. a. bzw. a. K.  | n. a. bzw. a. K.  | n. a. bzw. a. K.  | n. a. bzw. a. K.  | n. a. bzw. a. K.  | F                 | S                 | a. K.     | a. K.     | 1 / 2       | 9:1         | 90 %        |
| Peking                       | –                 | –                 | –                 | –                 | –                 | –                 | Q2               | –                 | 1                 | –                 | nicht ausgetragen | nicht ausgetragen | nicht ausgetragen | VF                | –         |           | 0 / 2       | 2:2         | 50 %        |
| Wuhan                        | nicht ausgetragen | nicht ausgetragen | nicht ausgetragen | nicht ausgetragen | –                 | –                 | –                | HF                | 1                 | –                 | nicht ausgetragen | nicht ausgetragen | nicht ausgetragen | nicht ausgetragen | –         |           | 0 / 2       | 4:2         | 67 %        |
| Olympische Spiele            | n. a.             | n. a.             | –                 | nicht ausgetragen | nicht ausgetragen | nicht ausgetragen | –                | nicht ausgetragen | nicht ausgetragen | nicht ausgetragen | nicht ausgetragen | AF                | n. a.             | n. a.             | AF        | n. a.     | 0 / 2       | 4:2         | 67 %        |
| Billie Jean King Cup         | –                 | –                 | K1                | K2                | K3                | K3                | K3               | –                 | K2                | K1                | –                 | –                 | –                 | –                 | K1        |           | 0 / 8       | 13:12       | 52 %        |
| Statistik                    | Statistik         | Statistik         | Statistik         | Statistik         | Statistik         | Statistik         | Statistik        | Statistik         | Statistik         | Statistik         | Statistik         | Statistik         | Statistik         | Statistik         | Statistik | Statistik | S/N         | S/N         | Sieg%       |
| Turnierteilnahmen            | 6                 | 11                | 21                | 23                | 27                | 33                | 34               | 23                | 27                | 23                | 11                | 19                | 23                | 24                | 16        | 17        | Gesamt: 338 | Gesamt: 338 | Gesamt: 338 |
| Erreichte Finals             | 0                 | 1                 | 1                 | 2                 | 8                 | 3                 | 2                | 0                 | 1                 | 1                 | 0                 | 1                 | 4                 | 2                 | 1         | 0         | Gesamt: 27  | Gesamt: 27  | Gesamt: 27  |
| Gewonnene Titel              | 0                 | 0                 | 0                 | 0                 | 4                 | 3                 | 0                | 0                 | 0                 | 1                 | 0                 | 0                 | 0                 | 1                 | 0         | 0         | Gesamt: 9   | Gesamt: 9   | Gesamt: 9   |
| Hartplatz-Siege/-Niederlagen | 0:2               | 12:6              | 12:13             | 18:12             | 23:11             | 18:5              | 19:19            | 15:10             | 17:19             | 13:14             | 18:9              | 28:15             | 25:14             | 29:18             | 12:7      | 6:11      | 265:185     | 265:185     | 59 %        |
| Sand-Siege/-Niederlagen      | 0:5               | 4:3               | 7:8               | 8:11              | 37:11             | 39:23             | 25:13            | 5:10              | 10:4              | 15:5              | 2:2               | 9:4               | 8:5               | 5:4               | 11:6      | 7:5       | 192:119     | 192:119     | 62 %        |
| Rasen-Siege/-Niederlagen     | 0:0               | 0:0               | 0:0               | 0:0               | 0:0               | 0:0               | 4:1              | 6:3               | 0:3               | 5:4               | 0:0               | 1:1               | 7:4               | 4:3               | 2:3       | 2:3       | 31:25       | 31:25       | 55 %        |
| Teppich-Siege/-Niederlagen   | 0:0               | 3:2               | 3:3               | 3:3               | 0:0               | 1:1               | 0:1              | 0:0               | 0:0               | 0:0               | 0:0               | 0:0               | 0:0               | 0:0               | 0:0       | 0:0       | 10:10       | 10:10       | 50 %        |
| Gesamt-Siege/-Niederlagen    | 0:7               | 19:11             | 22:24             | 29:26             | 60:22             | 58:29             | 48:34            | 26:23             | 27:26             | 33:23             | 20:11             | 38:20             | 40:23             | 38:25             | 25:16     | 15:19     | 498:339     | 498:339     | 59 %        |
| Sieg%                        | 0 %               | 63 %              | 48 %              | 53 %              | 73 %              | 67 %              | 59 %             | 53 %              | 51 %              | 59 %              | 65 %              | 66 %              | 63 %              | 60 %              | 61 %      | 44 %      | Gesamt:     | Gesamt:     | 59 %        |
| Jahresendposition            | –                 | 702               | 627               | 610               | 301               | 188               | 89               | 52                | 41                | 23                | 22                | 6                 | 6                 | 9                 | 32        |           | N/A         | N/A         | N/A         |

Zeichenerklärung: S = Turniersieg; F, HF, VF, AF = Einzug ins Finale / Halbfinale / Viertelfinale / Achtelfinale; 1, 2, 3 = Ausscheiden in der 1. / 2. / 3. Hauptrunde; RR = Round Robin (Gruppenphase); n. a. = nicht ausgetragen; a. K. = andere Kategorie; PO (Play-off) = Auf- und Abstiegsrunde im Billie Jean King Cup; K1, K2, K3 = Teilnahme in der Kontinentalgruppe I, II, III im Billie Jean King Cup.
Anmerkung: Diese Statistik berücksichtigt alle Ergebnisse im Einzel bei ITF- und WTA-Turnieren. Als Quelle dient die ITF- und WTA-Seite der Spielerin. Dargestellt sind nur WTA-Turniere der Kategorien Premier Mandatory und Premier 5 (2009–2020) bzw. die WTA-Turniere der Kategorie 1000 (seit 2021).

### Doppel
| Turnier         | 2018 | 2019 | 2020 | Karriere |
| --------------- | ---- | ---- | ---- | -------- |
| Australian Open | —    | 1    | 1    | 1        |
| French Open     | 1    | —    | —    | 1        |
| Wimbledon       | 1    | 2    |      | 2        |
| US Open         | —    | 2    | —    | 2        |